# گنج (فلارد)
روستایی در دهستان شهریار بخش مرکزی شهرستان فلارد در استان چهارمحال و بختیاری ایران است.مکانی آرامش بخش به دور از همه دغدغه ها و شلوغی های شهر است. جایی است که صبح با آواز بلند خروس هایش از خواب بیدار می شوی و در هوای تازه صبح در کنار درختان سرسبز و پربارش صبحانه را در اوج آرامش می خوری 
روستای گنج،بهشتی زیبا  که مشکلات بحران کم ابی در سال اخیر زیبایی اورا مورد تنش قرار می‌دهد  
مشکلات اب به دلیل بارش کم باران و مظلوم نمایی روستای همسایه خود  است که با وجود آب خواستار اب از این روستا است  
که در سال های اخیر با مظلوم نمایی های خود در فضای مجازی خواستار نشان دادن این روستا با چهره منفی است.   

## جمعیت
بر پایه سرشماری عمومی نفوس و مسکن در سال ۱۳۹۵، جمعیت این روستا برابر با ۳۵۲ نفر (۱۰۰ خانوار) بوده‌است.